# Sungai Landai
Sungai Landai is een bestuurslaag in het regentschap Muaro Jambi van de provincie Jambi, Indonesië. Sungai Landai telt 2709 inwoners (volkstelling 2010).